# Speleoithona bermudensis
Speleoithona bermudensis е вид челюстнокрако от семейство Speleoithonidae. Видът е критично застрашен от изчезване.

## Разпространение
Разпространен е в Бермудски острови.